# Nguyễn Thành Tám
Pour les articles homonymes, voir Nguyễn.
Dans ce nom vietnamien, le nom de famille, Nguyễn, précède le nom personnel.
Nguyễn Thành Tám, né le 11 décembre 1992, est un coureur cycliste vietnamien.

## Palmarès et résultats

### Palmarès par année
- 2013
  -  Champion du Viêt Nam sur route
  -  Médaillé d'or du contre-la-montre par équipes aux Jeux d'Asie du Sud-Est[n 1]
- 2014
  - 3e du championnat du Viêt Nam sur route
- 2015
  -  Champion du Viêt Nam sur route
- 2016
  - 2e et 5e étapes du Tour de Thaïlande
  - 3e étape du Tour de Siak
- 2017
  - 4e étape du Tour de Thaïlande

### Classements mondiaux
| Année         | 2012 | 2013 | 2014 | 2015 | 2016 | 2017 |
| ------------- | ---- | ---- | ---- | ---- | ---- | ---- |
| UCI Asia Tour | 250e | 241e |      |      | 338e | 305e |